# Steffen Petersen
Steffen Petersen (* 1975 oder 1976) ist ein deutscher Unternehmensberater, der vor allem als Geschäftsführer der Stiftung Klima- und Umweltschutz MV bekannt wurde.
Petersen studierte Bauingenieurwesen an der Technischen Universität Hamburg, wo er 2006 im Fach Maschinenbau promoviert wurde. Danach war er Postdoktorand an der Stanford University und arbeitete 2007–2014 bei der Boston Consulting Group. Seit 2014 ist er Partner bei Cylad Consulting. Nach eigenen Angaben liegen seine Erfahrungen in den Industriesektoren Maschinen- und Anlagenbau, Metalle und Rohstoffe sowie Chemie und Baustoffe.
Am 13. Mai 2022 wurde bekannt, dass Petersen seit Februar 2021 als für den wirtschaftlichen Betrieb zuständiger Geschäftsführer der Stiftung Klima- und Umweltschutz MV tätig ist. Diese Personalie wurde erst öffentlich, nachdem die Welt am Sonntag Zwangsvollstreckung beantragte und das Ministerium für Justiz, Gleichstellung und Verbraucherschutz des Landes Mecklenburg-Vorpommern vom Verwaltungsgericht Schwerin und dem Oberverwaltungsgericht Mecklenburg-Vorpommern zur Nennung des Namens verpflichtet worden war.
In Medien wurde Petersen als „Schattenmann der Stiftung“ bezeichnet. Er habe Millionenbeträge der Gazprom-Tochter Nord Stream 2 AG verwaltet und sei beteiligt gewesen, als die Stiftung das Spezialschiff „Blue Ship“ kaufte und einen 49-Prozent-Anteil an der Rostocker MAR Agency GmbH erwarb.